# Pocholo (futbolista)
José Antonio Fernández Álvarez (Gijón, Asturias, España, 18 de marzo de 1943) es un exfutbolista y entrenador español que jugaba como delantero.

## Clubes

### Como jugador
| Club                | País   | Año       |
| ------------------- | ------ | --------- |
| Real Gijón          | España | 1961-1968 |
| R. C. Celta de Vigo | España | 1968-1970 |
| R. C. D. Mallorca   | España | 1970-1972 |
| Burgos C. F.        | España | 1972-1975 |

### Como entrenador
| Club              | País   | Año       |
| ----------------- | ------ | --------- |
| Sporting Atlético | España | 1979-1980 |
| C. D. Lealtad     | España | 1998-1999 |